# Lista siturilor arheologice din județul Teleorman - N
Lista siturilor arheologice din județul Teleorman - N conține toate siturile arheologice din județul Teleorman înscrise în Repertoriul Arheologic Național (RAN) și aflate în localități al căror nume începe cu litera N. RAN este administrat de Ministerul Culturii și Patrimoniului Național și cuprinde date științifice, cartografice, topografice, imagini și planuri, precum și orice alte informații privitoare la zonele cu potențial arheologic, studiate sau nu, încă existente sau dispărute.
Puteți căuta un sit din localitățile care încep cu litera N folosind formularul de mai jos sau puteți naviga prin toate siturile din județ la Lista siturilor arheologice din județul Teleorman.
| Cod RAN                                | Denumire | Localitate                            | Adresă                   | Datare           | Descoperit | Coordonate                                    | Imagine           | Erori            |
| -------------------------------------- | --- | ------------------------------------- | ------------------------ | ---------------- | ---------- | --------------------------------------------- | ----------------- | ---------------- |
| 154610.01.01                           | Așezarea eneolitică de la Negreni / ansamblu anonim (Categorie: locuire civilă) (Tip: Așezare)                             | sat Negreni, comuna Tătărăștii de Jos |                          |                  |            |                                               | Încărcați imagine | Raportați eroare |
| 153446.01.                             | Tell-ul Gumelnița de la Necșești- Măgura lui Trandafir / ansamblu anonim (Categorie: tell) (Tip: Tell)                     | sat Necșești, comuna Necșești         | Măgura lui Trandafir     | Gumelnița        |            | 44°14′37″N 25°09′50″E / 44.24361°N 25.16389°E | Încărcați imagine | Raportați eroare |
| 151825.01.01                           | Locuirea neolitică Boian-Giulești de la Nanov - Vistireasa 2 / ansamblu anonim (Categorie: locuire) (Tip: așezare)         | sat Nanov, comuna Nanov               | Vistireasa 2             | Boian - Giulești |            |                                               | Încărcați imagine | Raportați eroare |
| 153222.01.01 (Cod LMI: TR-I-s-B-14211) | Tell-ul eneolitic de la Nenciulești - "Măgura din sudul satului" / ansamblu anonim (Categorie: locuire civilă) (Tip: Tell) | sat Nenciulești, comuna Nenciulești   | Măgura din sudul satului | Gumelnița        |            | 44°01′49″N 25°13′03″E / 44.03028°N 25.2175°E  | Încărcați imagine | Raportați eroare |